# Автошлях Н 18
Автошлях Н 18 — автомобільний шлях національного значення на території України, Івано-Франківськ — Бучач — Тернопіль. Проходить територією Івано-Франківської та Тернопільської областей.

## Відомості
Починається в Івано-Франківську, проходить через Тисменицю, Нижнів, Монастириська, Бучач, Дружбу, попри Микулинці і закінчується в місті Тернополі.
Відтинок від Бучача до Тернополя — частина колишнього крайового гостинця.

### Загальна довжина
Загальна довжина дороги від Івано-Франківська через Бучач до Тернополя становить близько 136,8 км, вона включає бучацьку об'їзну дорогу загальною протяжністю 7,45 км (вартість — 60284 тис. грн.), яку урочисто відкрили восени 2007 року. Є кільце поблизу Підзамочка в місці її з'єднання з дорогою до міста) та минаючи Бучач.

### У мистецтві
Автошлях частково зафіксований у відеокліпі «Руїна» гурту «Скрябін».

### Ремонти
У 2016 році завершили ремонт ділянок 2,3 та 2,7 км загальною вартістю 28 мільйонів гривень. На цих ділянках зроблена повна заміна основи.